# Kirby Muxloe
Kirby Muxloe är en ort och civil parish i Storbritannien. Den ligger i grevskapet Leicestershire och riksdelen England, i den södra delen av landet, 140 km nordväst om huvudstaden London. Kirby Muxloe ligger 94 meter över havet och antalet invånare är 9 712.
Terrängen runt Kirby Muxloe är platt. Runt Kirby Muxloe är det tätbefolkat, med 982 invånare per kvadratkilometer. Närmaste större samhälle är Leicester, 6,5 km öster om Kirby Muxloe. Trakten runt Kirby Muxloe består till största delen av jordbruksmark.